# 丹弗斯 (明尼蘇達州)
丹弗斯（英語：Danver）是一個位於美國明尼蘇達州斯威夫特縣的城市。

## 歷史
鐵路公司曾於丹弗斯設置車廠。丹弗斯的郵局自1892年營運至今。

## 人口
根據2020年美國人口普查的數據，丹弗斯的面積為1.80平方千米，皆為陸地。當地共有人口103人，而人口密度為每平方千米57人。